# Obična sapunika
Obična sapunika (ljekovita sapunika, sapunika obična, lat. Saponaria officinalis je biljka iz porodice Caryophyllaceae. Raste od Europe do zapadnog Sibira. Dosiže do 70 cm visine, a cvate bijelim ili blago ružičastim cvjetovima, od svibnja do rujna. Biljka je ljekovita, sadrži dosta saponina, tako da je nekada korištena kao nadomjestak za sapun. Postoji i veći broj kultiviranih odlika,ove se pak uzgajaju isključivo zbog cvjetova.

## Uporaba u narodnoj medicini
Biljka je otrovna ! Kod uzimanja velikih doza javljaju se mučnina, povraćanje, bolovi u trbuhu, proljev i kašalj. Karakterističan znak trovanja je slatkast, a zatim gorući okus u ustima, uz osjećaj sluzi. Otrovana osoba treba isprati želudac suspenzijom aktivnog ugljena u 2% -tnoj otopini natrijevog bikarbonata (soda bikarbone) .
Vodena ekstrakcija korijena i nadzemnih dijelove široko se koriste kao jako sredstvo za iskašljavanje i antitusiv kod plućnih bolesti ( bronhitisa, upale pluća, hripavac, bolni kašalj), kolagog (žutica ), diuretik ( edem, oticanje bubrega i jetre podrijetla), dijaforetik i laksativ ,
Čaj od korijena i lišća je propisan iznutra za metaboličke poremećaje - giht, ekceme, eksudativna dijateza, furunkuloza, ljuskav lišajevi, dermatoza. Infuzija rizoma s korijenom koristi se za reumatizam, giht, bolove u zglobovima, žuticu, kronični hepatitis, kolecistitis, bolesti želuca i crijeva (posebno kod nadutosti ), mučninu, bolesti slezene, žgaravicu .
Lokalno (u obliku kupki, losiona, kaše od praha, masti) liječi šugu, ekcem, psorijazu, gnojne rane, furunkulozu, skrofule, razne kožne osipe, dermatitis. Primijećeno je da je iscrpina sapunike dobra protiv ljuskastog lišaja. Kaša (isjeckani korijen s malom količinom vruće prokuhane vode) se lokalno koristi za liječenje gnojnih rana, erizipela, ekcema.
Korijen sapunica žvače se kod zubobolje. Uvarak korijena za upalu grla. 

## Nadomjestak za sapun
Žene su za pranje finih tkanina, čipke i svile rabile biljku sapuniku čiji korijen sadrži tvar saponin. Zbog njega se smjesa korijena i vode pjeni pa se biljka rabila i kao šampon za pranje kose.

## Sastav
Korijenje lijeka sadrži ugljikohidrate, triterpenske glikozide 2,5–20% [3] : saponarozid, saponarozidi A, D, saporubin itd. Alkaloidi, askorbinska kiselina, flavonoidi : viteksin pronađen u listovima saponarin, saponaretin.

## Vanjske poveznice
PFAF database Saponaria officinalis
- Sapunika
- Saponaria officinalis